# Paul Hwang Chul-soo
Paul Hwang Chul-soo (kor. 황철수 바오로, ur. 15 kwietnia 1953 w Inczonie) – koreański duchowny katolicki, biskup Pusan w latach 2007–2018.

## Życiorys

### Prezbiterat
Święcenia kapłańskie otrzymał 5 lutego 1983 i został inkardynowany do diecezji pusańskiej. Pracował głównie jako duszpasterz pusańskich parafii, był także m.in. wykładowcą katolickiej uczelni w Pusanie, dyrektorem kurialnego wydziału ds. misji oraz kanclerzem kurii biskupiej.

### Episkopat
17 stycznia 2006 został mianowany biskupem pomocniczym diecezji Pusan ze stolicą tytularną Vicus Pacati. Sakry biskupiej udzielił mu 24 lutego 2006 ówczesny ordynariusz - biskup Augustine Cheong Myong-jo. Po jego śmierci w czerwcu 2007 został wybrany tymczasowym administratorem diecezji.
21 listopada 2007 papież Benedykt XVI minował go biskupem ordynariuszem diecezji Pusan. 18 sierpnia 2018 papież przyjął jego rezygnację z pełnionego urzędu.